# Тровање кисеоником
Тровање кисеоником, интоксикација кисеоником, је нежељено-штетно дејство кисеоника који он може изазвати у ћелијама и ткивима живих бића. То је прави парадокс да кисеоник који је неопходан за живот ћелије може бити и њен отров.
Као резултат дисања, повишене концентрације кисеоника у организму живих бића настаје хипероксија, вишак кисеоника у ткивима. Иако је терапија кисеоником корисна у многим поремећајима-болестима, његова неконтролисана употреба може довести до тровања, у условима хипероксије, који обично укључују; промене на централном нервном систему (ЦНС), плућима и очима. Зато је за безбедну примену кисеоника потребно; одговарајуће знање о могућим штетним утицајима, његова јасно дефинисана (правилно дозирана) употреба и стални мониторинг (праћење) виталних параметара пацијената, у циљу правовременог препознавања почетних манифестација тровања.

## Историја
Џозеф Пристли, који је открио кисеоник и величао његов значај за жива бића, међу првима је указо и на постојање могућих штетних утицаја овог гаса на жива бића. Када је у 1775, приметио да свећа много брже сагори у кисеонику него у ваздуху, Пристли се запитао...„да ли и код живих бића може доћи до великог исцрпљивања организма у чистом кисеонику”?
Антоан Лавоазје, са сарадницима 1770. дефинисао је кисеоник као хемијски елемент и увео термин оксигенација - као додавање кисеоничког атома супстанци.
Токсични утицај кисеоника на централни нервни систем, који је по њему назван „Бертов ефекат“' открио је Пол Бер, француски научник који је 1878, први приказао конвулзије у шева изложених притиску кисеоника од 15-20 АТА . Он је доказао и да је кисеоник токсичан за инсекте, мекушце, кишне глисте, гљиве, птице и друге животиње.
Токсични утицај кисеоника на плућима, познат под називом „Смитов ефекат“ назван је по научнику (енгл. J Lorain Smith), који је 1899, током покушаја да репродукује „Бертов ефекат“, приметио фаталну упалу плућа код пацова, након четвртог дана од излагања ових животиња 73% кисеоником на 1 АТА. Он је то и доказао у даљим експериментима на мишевима и птицама, које је прво излагао притиску од 0,43 бара (43 kPa), када кисеоник није испољио токсично дејство а затим притиску од 0,75 бара (75 kPa) када је кисеоник иритирао плућа и испољио токсичност.
Први који је забележио тровање киосеоником код људи био је енгл. Bornstein 1910, код двојице људи који су дисали кисеоник на 2,8 бара (280 kPa) око 30 минута, док је он удисао кисеоник 48 минута, без икаквих симптома. Године 1912, Bornstein је изазвао грчеве у рукама и ногама, током дисања кисеоника на притиску од 2,8 бара (280 kPa) у трајању од 51 минута.
Током 1935. Алфред Бенке (енгл. Alfred R. Behnke) и сар. први су проучавали промене у видном пољу (тзв."тунелски вид") у току зарона на дубину од 1,0 и 4.1 бара (410 kPa).
Током Другог светског рата, (енгл. Donald et Yarbrough) и сар. обавили су преко 2.000 експеримената на токсичност кисеоника у циљу унапређења опреме за дисање кисеоника код ронилаца.
Након Другог светског рата, Ламбертсен и сар. интензивно су истраживали учинке дисање кисеоника под притиском, и могућу примену поступака за превенцију токсичног дејства кисеоника. Њихова истраживања резултовала су израдом модела за предвиђање могуће токсичности кисеоника на основу плућних функција, као и израдом кључних норматива за развој стандардних оперативних процедура приликом дисања кисеоника на повишеном притиску. Ламбертсенов рад показао је значај смањења угљеника у време почетних промена на централном нервном систему, што је касније послужило за будући дизајн апарата за дисање кисеоника.
Ретинопатија код новорођене деце није примећена пре Другог светског рата, али уз све већу учесталост допунске примене кисеоника, у наредних десет година, брзо је постало јасно да је он један од главних узрока слепила новорођенчади у развијеним земљама света.
Бронхопулмоналну дисплазију први пут је описао (енгл. Northway) 1967, и навео услове који ће довести до њене дијагнозе. Ово сазнања су касније проширили (енгл. Bancalari) и 1988. (енгл. Shennan), али су ипак, (енгл. Nevertheless, Palta) и сар. у 1998. закључили да су радиографски докази, најпрецизнији предиктор дугорочних последице удисања медицинског кисеоника.
И поред бројних истраживања, поуздан модел за предвиђање токсичног дејства кисеоника на плућима није успео да објасни све последице излагања већем парцијалном притиску кисеоника.
Крајем 1990, започиње коришћење кисеоника у рекреативне сврхе, који су у свету почели да промовишу тзв. „Кисеончки барови“, у којима корисници њихових услуга удишу кисеоник преко носних канила. У овим баровима промовише се наводно нова метода којом се смањује стрес, повећава енергија, смањује главобоља, уклањају отрови и масноћа из организма итд, (упркос недостатку било ког научног доказа да је њихова употреба оправдана). Иако је Америчка асоцијација за плућне болести поводом отварања ових барова издала је саопштење у коме наводи.. „нема доказа да је кисеоник, који се примењује на ниском притиску и малом протоку опасан по здравље нормалне-здраве особе”, Центар за евалуацију и истраживање лекова у САД, упозорава да људи са срчаним или плућним болестима, не би требало да користе кисеоник у овим баровима, пошто његова употреба мора да буде јасно регулисана и под контролом медицинског особља, јер се у противном не може искључити и могућност токсичног дејства кисеоника код ових болесника.

## Физиолошки механизми одбране организма од вишка кисеоника
Кисеоник је други гас по заступљености у формирању нормаланог атмосферског ваздуха, у ком је са (20,93%), одмах иза азота (78,10%). Кисеоник је од виталног значаја за одржање живота на земљи, а његов парцијални притисака у атмосферском ваздуху на ниво мора је око 160 mmHg.
Кисеоник је метаболички гас, дифузно присутан у аеробним организмима. Он је укључен у метаболизам сваке ћелије као оксиданс у процесу оксидативне фосфорилације и има изражену способност да прима електроне. Ако оксидантна способност кисеоника измакне антиоксидантној контроли од стране организма могу настати озбиљна оштећења па и смрт аеробних организама.
Организам човека (и других аеробних бића) у току свог еволуционог развоја изградио је снажне механизме заштите од оксидационих процеса унутар ћелије и у стању је да кроз више линија одбране доста успешно ограничи транспорт кисеоника чак и у израженим условима хипероксије;

### Прва линија - плућно-крвна баријера
Транспорт кисеоника у плућима одвија се на нивоу алвеолокапиларне мембране кроз коју се размена гасова обавља дифузијом, и она је прва линија одбране у хипероксији. Јасно дефинисаним физиолошким механизмима организама регулише транспорт кисеоника, међутим ти механизми могу бити ограничени следећим факторима:
- Разликом (градијентом) притиска изумеђу алвеоларног ваздуха и крви, те коефицијентом растворљвости кисеоника у плазми.
- Дифузионом површином алвеоларне мембране плућа (која износи 90-100m²).

Плућа на вишеденевно излагање хипероксији, реагују задебљањем авеолокапиларне мебране и смањењем виталног капацитета. Овај реверзибилни компензаторни механизам је прва линија заштите која има за циљ да смањи дифузију кисеоника. Међутим ова мера одбране организма у хипероксији може имати и неповољан утицај на организам, уколико се не прекине са хипероксијом, јер настаје тзв. „Лорен-Смитов ефекат“ (који је у овом тексту посебно описана).

### Друга линија - аутономна нервна контрола протока крви
Централни и периферни хеморецептори који су смештени у зиду крвних судова (каротидна и аортне тела) реагују на промене количине кисеоника и угљендиоксида раствореног у плазми. На основу информација, које добија аутономни нервни систем (симпатички и парасимпатички) из хеморецептора, он обавља контролу тонуса и унутрашњи промер прекапиларног крвног суда и регулише капиларни крвни проток и количину кисеоника која ће бити доступна ћелијијама и ткиву у одређеном делу тела. Пораст количине кисеоника у крви у току хипероксије доводи до снажне васоконстрикције (сужења) у свим здравим крвним судовима и у свим здравим ткивима. Једино се супротан процес одиграва у крвним судовима плућа који у хипероксији реагују вазодилатацијом а у зонама хипоксије, хипоксичном плућном вазоконстрикцијом.

### Трећа линија одбране - на ћелијском нивоу
Транспорт кисеоника између капилара и ћелије обавља се дифузијом по истом принципу како и у плућима, у складу са разликом (градијентом) притисака гасова.
Наш став је да течност (плазма, цитосол) има улогу транзиционе зоне, то јест контроле количине транспортованог кисеоника од хемоглобина до крајњег потрошача. чињеница је да плазма у атмосферским условима нормоксије може да прими јасно ограничену количину кисеоника, око 0,13 mmол/Л. Укупни капацитет плазме за кисеоник расте пропорционално са порастом парцијалног притиска удахнутог кисеоника, било да га прима на нивоу плућа или из хемоглобина на нивоу капилара. Остаје недовољно разјашњен механизам транспорта молекула кисеоника кроз биолошке мембране до цитосола и ћелијских органела, као и транспорт кроз мембране ћелијских органела, на првом месту митохондрије. Прост процес дифузије раствореног кисеоника може бити прихваћен само уз констатацију да је коефицијен растворљивости кисеоника у плазми, екстраћелијској и интраћелијској течности, суштински контролни механизам. Рецимо, повећана ћелијска потрошња узрокује повећано повлачење кисеоника из течне фазе ткива и плазме, што онда узрокује повећано отпуштање са хемоглобина (миоглобина, неуроглобина, цитоглобина). Унутрашњи миље ћелије јесте хомеостатска средина у опсегу оптималних вредности, па је тако и количина кисеоника одређена у неким границама, а то се не може објаснити само дифузијом. Наша је претпоставка да је пренос кисеоника кроз ћелијску мембрану контролисан, за сада непознатим механизмима (оксыпорини), сходно ћелијским потребама за кисеоником. што би значи да ћелија „дише“, контролише и мења своју „респирацију“ према тренутним потребама
.

### Четврта линија - контролисана оксидациона реакција
Кисеоник се у организму понаша и као контролисано оксидационо средство. Зато је контролисана оксидациона реакција, изузетно значајна мера заштите ћелије и ткива у хипероксији, као и степенасти систем цитохром оксидаза на нивоу митохондрије.

### Пета линија - антиоксидативна одбрана
Ензимски системи, чистачи кисеоникових радикала унутар и ван ћелије: супероксид дисмутаза (SOD и ECSOD), Каталаза (КАТ), глутатион пероксидаза (GSH-Px) и глутатион редуктазе (ГР)), битни су механизми заштитите организма у хипероксији јер неутралишу супероксидне анјоне, водоник пероксид и липидне пероксиде.
Поред ове главне постоји и помоћна, егзогена линија антиоксидативне одбране, коју чине неензимске материје које неутралишу слободне радикале (нпр.витамин Е, витамин Ц, глутатион, коензим -Q10).

## Етиологија

### Према начину настанка
У клиничкој пракси тровања кисоник, могу настати на један од следећа два најчешћа начина;
Први начин  – када је пацијент изложен веома високим концентрацијама кисеоника за краће време, нпр. током хипербаричне терапије кисеоником (ХБОТ) која се спроводи на притиску у вишем од атмосферског притиска, који у просеку обично износи од 1,5-2,5 бар-а. Просечно трајање ХБОТ је 60-90 минута, и примењује се у једнодневним циклусима просечно 15 дана. На основу бројних истраживања токсично дејство хипербаричног кисеоник, обично може почети тек на на парцијалном притиску од 50 kPa, који је 2,5 пута већи од „но међутима ако се ХБОТ примењује дуже време, велики број дана или у већем броју једнодневних сеанси, понекад чак и краће трајање, терапије може довести до тровања кисеоником на нижим притисцима.
Други начин  – када је пацијент изложен нижој концентрацији гаса, али се он користи у дужем времненском периоду.

### Према органу
Тровање кисеоником, на основу органа, у коме је произвео последице, може се поделити, на три главна облика:
| Орган                   | Одлике |
| ----------------------- | --- |
| Централни нервни систем | Тровање овог система одликује се појавом конвулзија, након којих настаје губитак свести и најчешће се јавља у хипербаричним условима (ХБОТ); |
| Плућа                   | Карактерише се потешкоћама у дисању и болом у грудима. Најчешће настаје када се дисање кисеоника примењује на повишеном или нормалном притисаку у дужем временском периоду или код хроничне опструктивне болести плућа (ОБП);                                 |
| Чуло вида               | Одликују се променама у очима (ретинопатија), које се јављају након дисања на повишеном или атмосферском притиску кисеоника у дужем временском периоду (нпр.ХБОТ или код новорођенчади лечених у инкубаторима) и носи назив ретинопатија недоношчади (лат. ). |

## Епидемиологија
Осим ако није настало услед квара опреме и људске грешке, тровање кисеоником данас је постала ретка појава, због већих сазнања о овом проблему, која све више доводе до примене превентивних мера у току његове примене, као што су;
- мања учесталост људске грешке због неправилног руковања кисеоничком опремом,
- правилна дијагностика у циљу смањења „некритичне“ употребе кисеоника код појединих болести,
- смањење броја превремено рођених беба,
- правилна обука ронилаца, пилота, астронаута и других лица која користе кисеоник ван медицинских установа итд.

Појаву све мање учесталости тровања кисеоником у свету потврђују ови подаци;
- Од 6.250 тестова толеранције на кисеоник који су обављени између 1976. и 1997. (по за то прописаним протоколима (енгл. U.S. Navy)), само код 6 случајева или 0,1%, уочено је тровање кисеоником.[20][22]
- У току терапије 100% кисеоником на повишеном притиску (ХБОТ), токсичне промене на централном нервном систему код болесника, лечених у барокоморама, је ретка, и креће се у распону од 0,015% до 0,0024%..[21][23]
- Ретинопатија код превремено рођених беба је једна од чешћих последица, токсичног дејства кисеоника, a учесталија је у средње развијеним земљама, где се све више започиње са применом интензивне неге новорођенчади.

Учесталост поремећаја је већа што је плод млађи и што је мања порођајна тежина. Ретинопатија се развија код 66% деце са порођајном тежином мањом од 1.250 грама те код 82% деце лакше од 1.000 грама. Код деце рођене у 23-26 недељи учесталост ретинопатија је 65%, 27-28 недељи: 38,3%, 29-31 недељи: 10/8%, а од 32-36 недеље учесталост ретинопатије је свега 2/7%.

### Роњење
До Другог светског рата ронилачке боце су пуњене углавном чистим (100%) кисеоником те је и инциденца токсичног дејства кисеоника на централни нервни систем, међу рониоцима била јако честа. Након Другог светског рата, све више се у роњењу примењују протоколи који ограничавају примену 100% кисеоника на повишеном притиску. Године 1947, посебним препорукама ограничава се дубина до које је препоручено дисање чистог кисеоника, до 7,6 m, а ppO2 на 1,8 бара (180 kPa). Данас та ограничење су још више смањила границу, препорученогppO2 на 1,4 бара (140 kPa), за рекреативне рониоце и 1,6 бара (160 kPa) током поступка декомпресије при изроњавању.
Међу првима је (енгл. U.S. Navy - Америчка морнарица), прихватила протокол роњења уз коришћење мешавине хелијум-кисеоник, према посебним табелама. Примена тог протокола између 1995. и 1999, показала је да су знаци тровања кисеоником уочени само код 6 ронилаца или у (1,5%) зарона.
 Америчка морнарица је 2000. спровела опсежна истраживања на 150 зарона, од којих ниједан није изазвао симптоме токсичног дејства кисеоника.
Као резултат ових и других истраживања 2001. објављене су нове ревидиране таблице за употребу смеше хелиум-кисеоник у роњењу, које су још више смањиле број нежељених тровања кисеоником у току зарона.

### ХБОТ
У току терапије 100% кисеоника на повишеном притиску (ХБОТ), токсичне промене на централном нервном систему код болесника изузетно је ретка.
На стопу тровања кисеоником на повишеном притиску утиче више фактора;
- индивидуална осетљивост на кисеоник,
- примењени протокол лечења,
- вреста опреме која се користи у (ХБОТ).

Студија коју је спровео (енгл. Welslau) у 1996. на основу пријављених инцидената, тровање кисеоником јавило се код 16 случајева од 107.264 пацијената (0,015%), док су Хампсон и Атик у 2003. пронашли да је та стопа 0,03%.
У студији (енгл. Yildiz, Ay и Qyrdedi), наводи се да је код 36.500 болесника третираних (ХБОТ) између 1996. и 2003, било само 3 пријављених инцидената тровања кисеоником, што даје стопу учесталости од свега 0,008%.
Нешто касније објављени подаци након прегледа преко 80.000 болесника лечених (ХБОТ) показала су чак и нижау стопу: 0,0024%.
Смањењена учесталост тровања кисеоником у току (ХБОТ), може бити делимично због; употребе кисеоничке маске (уместо хаубе) преко које се удише кисеоник.

### Педијатрија
Примена кисеоника у педијатрији може бити праћена;
- Бронхопулмоналном дисплазијом, као најчешћом компликацијом, изазваном токсичним дејством кисеоником јавља се углавном код превремено рођене деце. Њена учесталост је још више нарасла због све учесталије жеље терапеута да сачувају живот, све већег броја прерано рођених новорођенчади у свету. Све квалитетније и боље управљање кисеоничком опремом је довело да ова болест буде све ређа, што не искључује могућност појаве хипероксије .[32]
- Ретинопатијом и слепилом новорођенчади. Ретинопатија код превремено рођене деце није примећена пре Другог светског рата, али након рата, десетогодишња примена кисеоника, брзо је постала један од главних узрока слепила новорођене деце у развијеним земљама. До 1960. употреба кисеоника је идентификована као фактор ризика и његове употреба се ограничава, што доводи до пада ретинопатије код превремено рођене деце, али и пораста смртности одојчади као компликација хипоксије. Од тада, се све више уводи софистицирани надзор и дијагностика и примењује препоручен протокол за примену кисеоника са циљем да се успостави равнотежа између хипоксичних услова и проблема ретинопатија код превремено рођене деце.[33] Студија из неонаталних јединица интензивне неге у ндустријализованим земљама, показала је да се код 60% беба, са малом порођајном тежином развија ретинопатија. И поред тога што је превременост, порасла на 72% са изузетно ниском порођајном тежином беба, (дефинисаном као тежина мање од 1 kg на рођењу), тешки исходи су све ређи. Међутим код преверемно рођених беба са ниском порођајном тежином мањом од 1,5 kg на рођењу-инциденца слепила је нешто већа од 8%.[33]

## Патофизиологија
Људски организам је као и сви аеробни организми, стално је изложен неповољним ефектима стварања реактивних кисеоничких врста (РКВ), нарочито реактивних слободних кисеоничких радикала (СКР).
Слободне кисеоничке радикале открио је 1954. (енгл. Gerschman) са сарадницима, који су их означили као вероватни етиолошки фактор у развоју токсичних ефеката кисеоника.
Слободни кисеонички радикали (СКР) су реактивне врсте кисеоника, које се састоје од атома, молекула или јона који имају један или више неспарених електрона у својој структури. Они су високо реактивни због присуства једног неспареног електрона. И сам молекул кисеоника има два неспарена електрона са истим спинским бројевима у спољним орбитама и тешко прима електронски пар донора.
Количина слободних радикала у организму је врло мала (32—320 фемтограма по граму ткива супероксид анјон радикала) али њихова ланчана реакција омогућава да један слободни радикал изазове промене на хиљадама молекула и оштети ДНК, РНК, ензиме и/или липидне компоненте биомембране пре него што буде инактивирана.
Под утицајем спољашњих стресних утицаја може доћи до драматичног повећања слободних радикала, што може довести до значајних оштећења ћелијских структура .
Од унете количине атмосферског кисеоника (којег у ваздуху има 21%) у организму се 5% до 10% кисеоника непотпуно редукује у реактивне кисеоничке врсте (РКВ), највећим делом у слободне кисеоничке радикале (СКР). Удисање 100% кисеоника на 1 АТА може иазвати нежељене оксидативне процесе под утицајем слободних радикала, који могу умањити активност разних ћелија, (разарањем молекула, ензима, протеина па и целих ћелија).
Поремећаји који кисеонички радикали могу да изазову у ћелији су;
- Стварање бочних веза - формирање веза између два атома протеина и / или ДНК
- Преоксидација липида - иницирање процес разарања липида и стварање нових радикала.
- Оштећење лизозома - због пуцања мембране лизозома, долази до наглог изласка хидролитичких ензима у ћелији и разарање структура ћелије.
- Оштећење ћелијске мембране - разарање ћелијске мембране и њено одвајање од ћелије.
- Нагомилавање пигмената старења - настаје као последица хидролизе ћелијских компоненти.

Као крајњи исход дејства кисеоничких радикала у организму, могу настати, токсична оштећења на структурама ћелија што доводи до њихове умањене функције и саморегулације.
За контролу (РКВ) организам је морао развити антиоксидативни одбрамбени систем (АОДС), састављен од више нивоа. Организам изложен великим количинама кисеоника (која влада у хипероксији) може га присилити да ствара (РКВ) у великим количинама што тражи повећано ангажовање (АОДС). Антиоксидативни одбрамбени систем (АОДС) поседује сопствени редокс капацитет за уклањања реактивних кисеоничких врста (РКВ), а такође и способност поправке већ насталих оксидативних оштећења и који углавном зависи од индивидуалног антиоксидативног статуса организма. Исцрпљивање или неспособност (АОДС) у одбрани има за последицу пропагацију неконтролисаних (РКВ) и појаву оксидативног стреса у организму, што може бити узрок врло озбиљних оштећења и патолошких стања организма.
Знајући да је стање (АОДС) у сваком појединачном случају различито, то захтева у току дуготрајне примене хипероксије на нормалном или повишеном притиску, стални и директни мониторинг како виталних параметара, тако и према указаној потреби, и одређивање маркера оксидативних оштећења, како би се правовремено предузеле мере на побољшању антиоксидативне одбране, или обуставило са даљом применом кисеоника.
У оквирима терапијских pO2 и изузетно ретке примене високих концентрација дуже од 24-48 часова, практично нема опасности од токсичних манифестација кисеоника, изузев код крајње исцрпљених организама код којих су озбиљно урушени системи антиоксидативне одбране, или код акцидената због отказа опреме.

## Класификација и клиничке манифестације тровања кисеоником
Клиничке манифестације токсичних ефеката кисеоника класификоване су као:
| Орган                                                      | Манифестације |
| ---------------------------------------------------------- | --- |
| Токсичне манифестације на централном нервном систему (ЦНС) | Кисеоником је изазвана епилепсија, позната под називом Беров (енгл. Paul-Bert) ефекат.                                                                                     |
| Токсичне манифестације кисеоника на плућима                | Ова манифестација позната је под називом Смитов или (енгл. Lorain-Smith) ефекат.                                                                                              |
| Токсична манифестација на чулу вида                        | Ова манифестације позната је као Ретролентална фиброплазија. |
| Остале манифестације у појединим ткивима                   | - хроничне токсичне манифестације с поремећајем функције аутономног нервног система и дуготрајним спазмом периферних крвних судова, - слободнорадикалске болести. |

### Бертов ефекат
Бер је првобитно описао да се токсичност кисеоника на (ЦНС), манифестује на притисцима > 3 АТА, али су каснија истаживања показала да се она може јавити и на нижим притисцима > 2,2 бара што углавном зависи од дужине излагања.
Токсичне промене у (ЦНС) углавном су изазване оксидацијом и полимеризацијом ћелијских ензима, што доводи до њихове инактивације, и доводи до оштећења функција (ЦНС).
Ране манифестација тровања (ЦНС) кисеоником
Најчешће су променљиве и испољавају у виду, лаких подрхтавања (фасцикулација) на лицу и врату и грчевима малих мишића на рукама, а код нешто интензивније периферне вазоконстрикције, због хипероксије, и грчева дијафрагме (пречаге) и појавом бледила лица и „испрекиданим“ дисањем,
Наставак излагања хипероксији може довести  до
- вртоглавице праћене мучнином,
- промене понашања,
- некоординисаних покрета,
- епилептиформних конвулзија, које се обично јављају при крају тровања, најчешће као грчеви (клоничко-тоничког типа), да би у завршној фази конвулзије прешле у епилепсију,
- губитак свести, који настаје на крају, врло брзо након појаве конвулзија и прати је губитак памћења),[42]
- појава неурогеног плућног едема истовремено са конвулзијама, је такође могућа.[43]

Фактори који могу погоршати токсично дејство кисеоника
- пораст вредности притиска угљен-диоксида (CO2) у артеријској крви
- стрес,
- умор,[25]
- хладноћа (ниска температура).[25]
- излагање хипербаричном кисеонику у влажном окружењу (као што је роњење), повећава осетљивост (ЦНС) на токсичност кисеоника у односу на излагање у сувој хипербаричној комори,[25]
- лоша исхрана која за последицу има недостатак микроелемената као што су селен, цинк и магнезијум.[41][44]
- Интензитет светла. Латентни период до појаве електричних пражњења на (ЕЕГ) је знатно краће у мраку него на светлу.[45], што указује на важност визуелног улаза у модулација осетљивости на токсичност кисеоника у (ЦНС).
- Утицај осталих гасова. Ризик токсичности кисеоника на (ЦНС) није искључиво одређен од парцијалних притисака кисеоника тако да чак и релативно низак парцијални притисак инертних гасова може допринети појави хипероксијом изазваних „напада „.[46] Повећане осетљивости изазване инертним гасовима може се објаснити учешћем производње слободних радикала.[47]
- Циркадијарни ритам.[48]
- Разни лекови.
- Узраст.[49]
- Пол.[50]
- Специфичне и индивидуалне разлике које варирају из дана у дан.[51]

Притисак кисеоника у централном нервном систему изазива широк спектар биолошких реакција, укључујући вазоконстрикцију, формирање реактивних кисеоничких врста (РКВ), ремети метаболизам неуротрансмитера, генерише продукцију водоник пероксида (H2O2) и ремети метааболизам азот-оксида. Хипероксија повећава разлагање биогених амина и доводи до формирања високо токсичних биопродуката - водоник пероксида (H2O2) и амонијака, што у мозгу изазива промену електричних потенцијала, који прати појава („напада“ ) конвулзија, које умногоме сличе епилептичном нападу.

### Смитов ефекат
Токсично дејство кисеоника на плућима јавља се углавном након дуготрајног излагања притиску кисеоника > 0,5 АТА. Симптоми се јављају након латентног периода, чије трајање се скраћује са повећањем (PaO2), а први знаци токсичности се код већине људи могу јавити после 10 часова излагања кисеонику на притиску од 1 АТА.
Патофизиологија
Продужена и/или висока концентрације кисеоника може оштетити епител плућа, изазвати појаву унутар алвелоарног отока, који прати транзиторно задебљање зида алвеола, а касније и њихова фиброза, што у крајњем исходу доводи до поремећаја функције и ателектазе плућа. Лезије плућа личе на оне код паракутног тровања.
Карактеристике клиничке слике
У клиничкој слици код различитих болесника, као и у једног болесника у различитим стадијумима болести, у различитом степену учествују манифестације;
- Трахеобронхитис.
- Акутни респираторни дистрес синдром (АРДС).
- Транзиторна фиброза плућа .[39]

Кисеоник у 100% концентрацији организам може толерисати на ниво мора, у времену од 24 -48 часова без икаквих озбиљнијих оштећење ткива. Дужа изложеност кисеонику може изазвати одређена оштећење ткива која се могу испољити као;
- блажи облик промена у виду иритације и сушења слузокоже горњих дисајних путева (која је ретка јер се у току примене спроводи влажење ваздуха), у току дубоких инспирација након 3-6 часова излагања кисеонику на 2 АТА,
- интензивна иритација с неконтролисаним кашљем, након 10 часова излагања, и на крају,
- диспнеа праћена болом у грудима .

Код већине болесника, ови симптоми се повлаче 4 часа по престанку излагања кисеонику.

### Промене на очима
Реверзибилно сужење у области периферног вида, прогресивна али реверзибилни кратковидост, и катаракта која се може формирати нејчешћу су неке од касних компликација на очима. Промене на очима могу бити израженије када су очи изложене високим амбијенталним концентрацијама кисеоника и повећаном притиску, као што је боравак у „кисеоничком шатору“, инкубатору и слично, него када је хипероксија у артеријскј циркулацији изазвана удисањем кисеоника преко кисеоничке маске.

### Ретролентална фиброплазија
Ретролентална фиброплазија представља развојни, пролиферативни поремећај крвних судова који се јавља код непотпуно развијених крвних судова који снабдевају мрежњачу, најчешће код недоношене деце (као ретинопатија недоношчади (лат. retinopathia praematurorum) и један је од најчешћих узрока слепила код мале деце, током детињства (обично се јавља у првих 6 месеци након рођења).
Узрок је готово увек примена кисеоника у већој концентрацији (изнад 40%), у дужем временском периоду (1—2 дана) након рођења. Код прерано рођене деце, са мање од 30 недеља гестације, или са порођајном тежином од 1.500 грама, ризик настанка ових промена је већи . Код ових новорођенчади такође постоји и већа вероватноћа да развију хроничну болест плућа и интравентрикуларну хеморагију изазвану тровањем кисеоником.
Патологија ретроленталне фиброплазије
Нормална, васкуларизација мрежњаче наставља се непосредно након рођења. Кисеоник у високим концентрацијама и/или у току продуженог излагања, може изазвати вазоконстрикцију, посебно темпоралног дела ретине (мрежњаче) која се последња васкуларизује (прожима крвним судовима), што доводи до губитка лумена крвних судова због аноксије и настанка оштећења ендотела у зиду крвног суда. Након престанка терапије кисеоником, регенерација крвних судова јавља се у захваћеном подручју иза мрежњаче. Дилатација (проширење) и руптура (пуцање) ових крвних судова може довести до крварења у стакластом телу или мрежњачи, фиброзе и адхезија која може да прати, оштећење мрежњаче и појаве слепила.

### Токсични ефекти на другим ткивима[57]
Кисеоничко уво
Кисеоничко уво је синдром сличан баротрауматској упали средњег ува и једна је од ретких нежељених последица удисања 100% кисеоника. Симптоми су исти као код аероотитиса, али је разлика у томе што код кисеоничког ува они настају 2 или више часова након излагања кисеонику.
Кратковидост и катаракта (мрена)
Кратковидост (лат. myopia) и катаракта (мрена, замућење очног сочива, (лат. cataractae)), може настати након удисања 100% кисеоника, код старијих особа или након дужег излагања (већем броју сеанси) 100% кисеонику на повишеном притиску (ХБОТ). При чему је кратковидост пролазна а катаракта (мрена) трајна и јавља се најчешће као компликација већ постојећег оштећења очног сочива.
Ови поремећаји су последица деловања слободних кисеоничких радикала на очном сочиву, што има за последицу стварање великих и густих молекула агрегата.
Сочиво ока се штити од слободних кисеоничких радикала углавном глутатионом и витамином Е, па се зато код старијих особа и код продужених серија (ХБОТ), препоручује повећан унос антиоксиданата и повремена контрола очног лекара.

## Дијагноза тровања кисеоником
Клинички се тровање кисеоником може испољити у два облика, као;
- Акутно тровање кисеоником – код кога су доминантне промене на централном нервном систему (ЦНС)
- Хронично тровање кисеоником - код кога су доминантне промене на плућима.[2][41][59]

Дијагноза акутног тровања кисеоника у типичним случајевима није тешка. Одређене потешкоће могу настати када се особа налази под анестезијом у несвесном стању, или у другим поремећајима свести.
Нема апсолутних симптома карактеристичних само за тровање кисеоником.
Почетна манифестација тровања кисеоником може започети појавом нелагодности, која се у акутној фази интоксикације може манифестовати следећим знацима;
- зујањем у глави,
- треперењем и сумаглицом у очима,
- звоњењем у ушима,
- главобољом,
- кратким удахом,
- ретростерналним болом (иза грудне кости) (несигурне локализације),
- невољним грчењем мишића,
- утрнулошћу прстију.

Спољашње манифестације тровања кисеоником испољавају се следећим знацима:
- изненадно и прекомерно знојење,
- влажна и бледа кожа.
- промена понашања; узнемиреност или обратно изражена седација.

Претходне манифестације које се јављају понекад и пре појаве почетних манифестација тровања. Оне могу започети јасно израженим знацима акутног тровања кисеоником, најчешће у виду појаве слабих или јачих напада грчева (по типу тоничко-клоничких грчева), веома сличних оним код епилепсије

### Гасне анализе
| Параметар                              | Вредност            | Тумачење |
| -------------------------------------- | ------------------- | --- |
|                                        | 7.35–7.45           | Вредност или + показује да ли је болесник у; - ацидози (pH < 7,35; + >45) или - алкалози (pH >7,45; +< 35). |
| +                                      | 35–45 / ()          | Види изнад |
| 2                                      | 9,3–13,3 или 80–100 | Нормална вредност 2 је у широком распону, 70–100 (што зависи од старости). - Низак 2 означава да болесник има поремећај дисања, хипоксемију. - Ако је PaO2 мање од 60 потребна је додатна количина кисеоника. - Или ако је PaO2 мањи од 26 mmHg, болесник је у ризику од смрти и мора се одмах лечити кисеоником |
| 2                                      | 4,7–6,0 or 35–45    | Парцијални притисак (2) означава постојање респираторних поремећаја: на основу промен његове нормалне вредности, јер Pa2 одређује ниво вентилације - Висок 2 говори о респираторној ацидози и нарушеној вентилацији. - Низак ниво 2 о респираторној алкалози и хипер-вентилацији. - Ниво 2 такође може бити измењен када респираторни систем покушава да регулише метаболичке поремећаје и нормализује крви. Повишен ниво PaCO2 је код неких поремећаја повезан са респираторном инсуфицијенцијом, познатом као хиперкапнија. |
| 3−                                     | 22–26 /             | Ниво 3− јона је показатељ метаболичких поремећаја (као што је кетоацидоза). - Висок ниво HCO3− указује на метаболичку ацидозу. - Низак ниво 3− указује ма нетаболичку алкалозу. - Ниво 3− може бити поремећен и код нарушене функције бубрега који покушава да нормализује крви настао поремећајем дисања. |
| (Стандардна концентрације бикарбоната) | 21-27 /             | Концентрација бикарбоната у крви на притиску 2 од 5.33 kPa, и пуној саурацији кисеоника на 37 °C . |

Гасне анализе и (pH) су од изузетног значаја за одређивање вредности респирацијских гасова (PaO2 и 2) и ацидобазне равнотеже у артеријској крви, на основу којих се најефикасније одређује и подешава терапија кисеоником и процењују нежељене последице.
Гасне анализе, а код болести плућа заједно са спирометријом, су најбољи показатељ неповољног дејства хипероксије, али и најбољи начин за одмеравање „дозе оксигенотерапије“.
Нормалне вредности парцијалног притиска кисеоника износе (PaO2 > 10,5 kPa и његова физиолошка вредност лако опада са годинама живота). Сатурација артериске крви кисеоником у здравих особа износи 0,94 kPa.
Парцијални притисак угљен-диоксида (2) у здравих особа износи између 4,5 и 6,0 kPa и не мења се са старошћу. На основу праћења одступања од ових (нормалних) вредности спроцењује се и промене у хипероксији.

### Новине у дијагностици
Најновија истраживања о употреби кисеоника у нормобаричним и хипербаричним условима данас се све више интензивирају (посебно у обласи хипербаричне медицине) уз коришћење високе технологије, укључујући и примену изотопа, магнетне резонантне томографије и компјутеризоване емисионе томографије (SPECT).
Бројна истраживања спроведена пре и после примене хипероксије уз примену магнетне резонантне томографије и компјутеризоване емисионе томографије, дала су вредан увид у механизме и поступке хипербаричне и нормобаричне терапије применом оксигенације. Захваљујући овим истраживањима бројне индикације које су претходно сматрне да имају лошу прогнозу у хипероксији, укључујући и повреде мозга, мождани удар, не само да су оповргнуте већ су се манифестовале побољшањем неуролошког стања, уз изузетно мали број тровања кисеоником. Истраживања у овој области се и даље настављају.

## Спречавање тровања кисеоником
Спречавање тровања кисеоником обухвата следеће мере и поступке: 
- Превенцију и стални мониторинг (праћење) болесника и концентрације гасова, у средине у којој се примењује O2, од примерног је значаја за рано препознавање тровања кисеоником, а само правовременим реаговањем, може се спречити његова појава. При томе треба имати на уму да изненадни прекид примене кисеоника, због токсичних ефеката, може повремено погоршати симптоме- „ефекат искључења кисеоника“.[41]
- Смањење виталног капацитета плућа, код болесника један је од индикатора за праћење токсичности О2 на функцију плућа. Максимално прихватљиво смањење тог капацитета је 10%.[41][64]
- Стално праћење клиничког стања болесника у току примене кисеоничке терапије, као битног фактота, чији су важни показатеља успешности кисеоничке терапије  вредности респирацијских гасова, (PaO2, SaO2, PaCO2) и ацидобазни еквивалент (pH, бикарбонати) у артеријској крви. Мерење парцијалних притисака распирацијских гасова врши се повремено или непрекидно (што зависи од стања пацијента) индиректом или директном методом.[1]
- Оштећење плућа након дужег лечења кисеоником, могу се предвидети, могућа, оштећења плућа, применом за то препоручене јединичне плућне токсичне дозе (УПТД) UPTD[а] (пример UPTD од 1,425 за 10% смањењује витални капацитет плућа.
- И поред тога што се у многим нормативима, за праћење утицаја O2 препоручује примене електроенцефалографије (EEG) нека истраживања показују да његова употреба није од користи за праћење тровања ЦНС.[41]
- Стицање отпорности на излагање хипероксији и индукција антиоксидационих ензима у току излагања смртоносном нивоу хипероксије и/или хипоксија дало је успешне резултате код експерименталних животиња, али се ови програми налазе у процесу евалуације.[65]
- Егзогени антиоксиданати, нарочито витамини Е и Ц могу се превентивно користити у деце са високим ризиком појаве ретинопатије (препоручене дозе витамина Е су 100 mg кг/дан у току 4-6 недеља.[17], али и код болесника који се дуже време лече у барокоморама (ХБОТ)
- Адреналектомиа, хипофизектомиа, као и снижена функција штитне жлезде, може имати утицај на тежину тровања кисеоником, што се може јавити код коришћење алфа адренергичних блокатора.[41]
- Недостатак микроелемената, (који се у организму налазе у траговима), због недовољног или неодговарајућег уноса ће вероватно погоршати тровање кисеоником и најчешће се јавља због лоше исхране болесника у мање развијеним државама света.[53]

### Практични савети за спречавање тровања кисеоником
Ако дође до манифестација тровања кисеоником у циљу заустављања и откањања последица примењују се следеће медицинске мере:
- Привренмено или трајно се пекида са даљом терапијом кисеоника.
- У вишемесној барокомори потребно је тренутно скинути маску за кисеоник (што је најчешће довољно да прекине апилептички напад).
- У једномесној барокомори, не сме се започети са снижењем притиска све до престанка епилептиформног напада, јер може доћи до појаве пнеумоторакса због заустављања или неправилног дисања.
- Према потреби оринирају се бензодиазепини, фенобарбитон или другги антиконвуилзивни лекови у уобичајеним дозама.

Код болесника са хроничном хипоксемијом, као што су тешке хронична опструктивна болест плућа (ХОБП), безбедније је применити кисеоник у концентрацији која је на граници најнижег могућег нивоа парцијалног притиска кисеоника у алвеолама (Pa02), која може бити чак и до 50-55 mmHg (Pa02), што је најчешће и довољно за стабилизацију (ХОБП).
Позитивни притисак на крају издисаја (издисајни притисак ) треба користи током механичке вентилације, ако удахнута концентрације кисеоника > 50% не успева да регулише хипоксију.
Код акутних плућних поремећаја са тешком хипоксијом, концентрација кисеоника мора бити толика да омогућава засићење крви кисеоником буде  а парцијални притисак PaO2 60-65 mmHg. Ако, упркос коришћењу кисеоника концентрације није већа од 60-70% не треба ићи на повећање парцијалног притиска кисеоника у алвеолама (Pa02), већ је мудрије одлучити се да достигнутим (Pa02) задржимо блажи облик хипоксемије. .
Ако је болесник витално угрожен израженом хипоксијом, она мора бити адекватно лечена чак и употребом 100% кисеоника током дужег временског периода, без обзира на могућност тровања, јер спашавамо његов живот, па је и ризик оправдан.
Како би се спречила појава ретроленталне фиброплазије новорођенчади, саветује се избегавање континуиране терапије кисеоником, посебно код прерано рођене деце, као и деце са ниском порођајном тежином, као и примена концентрације кисеоника у удахнутом ваздуху које прелази 40%, при чему (Pa02) мора бити испод критичног нивоа од 160 mmHg.
Помоћна, егзогена линија антиоксидативне одбране су и неензимске супстанце (микроелементи) који неутралишу слободне радикале (нпр: витамин Е, витамин Ц, глутатион, коензим (Q10), који такође у условима лоше исхране и изражене хипероксије не могу испољити свој антиоксидантну заштиту у довољном обиму. Зато према неким истраживањима има оправдање примена ових микроелемената у већим дозама пре почетка и у току лечења хипероксијом у циљу превенције тровања кисеоником.